# Соня Ланнаман
Соня Ланнаман  (англ. Sonia Lannaman, 24 березня 1956) — британська легкоатлетка, олімпійська медалістка.

## Виступи на Олімпіадах
| Олімпіада   | Дисципліна              | Місце     |
| ----------- | ----------------------- | --------- |
| Мюнхен 1972 | біг на 100 метрів       | 5 h2 r2/4 |
| Москва 1980 | біг на 100 метрів       | 5 h2 r3/4 |
| Москва 1980 | біг на 200 метрів       | 8         |
| Москва 1980 | естафета 4 x 100 метрів | 3         |